# Luseland
Luseland est une ville de la Saskatchewan au Canada.

## Géographie
La localité de Luseland est située dans l'ouest de la province de Saskatchewan.

## Démographie
| 2011 | 2016 | 2021 |
| ---- | ---- | ---- |
| 566  | 623  | 559  |

## Personnalités
- Jim Pattison (1928-) : homme d'affaires ayant grandi à Luseland.